# Herbert Jones (baloncestista)
Herbert Keyshawn "Herb" Jones (Northport, Alabama, 6 de octubre de 1998) es un jugador de baloncesto estadounidense que pertenece a la plantilla de los New Orleans Pelicans de la NBA. Con 2,01 metros de estatura, juega en la posición de escolta o alero.

## Trayectoria deportiva

### Universidad
Jugó cuatro temporadas con los Crimson Tide de la Universidad de Alabama, en las que promedió 7,3 puntos, 4,9 rebotes, 2,2 asistencias, 1,3 robos de balón y 0,8 tapones por partido. En su última temporada fue cuando despuntó, tras promediar 11,2 puntos, 6,6 rebotes, 3,3 asistencias, 1,7 robos y 1,1 tapones por partido, siendo elegido por los entrenadores como Jugador del Año de la Southeastern Conference y mejor jugador defensivo de la conferencia.
El 8 de abril de 2021, Jones se declaró elegible para el draft de la NBA, renunciando al año extra universitario que le correspondería.

#### Estadísticas
| Año     | Equipo  | PJ  | PT  | MPP  | %TC  | %3P  | %TL  | RPP | APP | ROB | TPP | PPP  |
| ------- | ------- | --- | --- | ---- | ---- | ---- | ---- | --- | --- | --- | --- | ---- |
| 2017–18 | Alabama | 35  | 13  | 21.2 | .408 | .269 | .500 | 3.5 | 1.4 | 1.3 | .6  | 4.2  |
| 2018–19 | Alabama | 34  | 29  | 21.1 | .422 | .286 | .495 | 3.5 | 2.0 | .9  | .6  | 6.4  |
| 2019–20 | Alabama | 27  | 26  | 26.5 | .484 | .071 | .625 | 6.4 | 2.3 | 1.3 | .7  | 7.9  |
| 2020–21 | Alabama | 33  | 33  | 27.3 | .446 | .351 | .713 | 6.6 | 3.3 | 1.7 | 1.1 | 11.2 |
| Total   | Total   | 129 | 101 | 23.8 | .441 | .288 | .604 | 4.9 | 2.2 | 1.3 | .8  | 7.3  |

### Profesional
Fue elegido en la trigésimo quinta posición del Draft de la NBA de 2021 por los New Orleans Pelicans. El 28 de diciembre ante Cleveland Cavaliers anotó 26 puntos. Disputó 78 encuentros, 69 como titular, y al término de la temporada fue incluido en el segundo mejor quinteto de rookies.
El 21 de mayo de 2024 fue incluido en el mejor quinteto defensivo de la NBA, el único jugador no pívot entre los cinco seleccionados.

## Estadísticas de su carrera en la NBA

### Temporada regular
| Año     | Equipo      | PJ  | PT  | MPP  | %TC  | %3P  | %TL  | RPP | APP | ROB | TPP | PPP  |
| ------- | ----------- | --- | --- | ---- | ---- | ---- | ---- | --- | --- | --- | --- | ---- |
| 2021-22 | New Orleans | 78  | 69  | 29.9 | .476 | .337 | .840 | 3.8 | 2.1 | 1.7 | .8  | 9.5  |
| 2022-23 | New Orleans | 66  | 66  | 29.6 | .469 | .335 | .764 | 4.1 | 2.5 | 1.6 | .6  | 9.8  |
| 2023-24 | New Orleans | 76  | 76  | 30.5 | .498 | .418 | .867 | 3.6 | 2.6 | 1.4 | .8  | 11.0 |
| 2024-25 | New Orleans | 20  | 20  | 32.4 | .436 | .306 | .825 | 3.9 | 3.3 | 1.9 | .5  | 10.3 |
| Total   | Total       | 240 | 231 | 30.2 | .477 | .366 | .824 | 3.8 | 2.5 | 1.6 | .7  | 10.1 |

### Playoffs
| Año   | Equipo      | PJ | PT | MPP  | %TC  | %3P  | %TL   | RPP | APP | ROB | TPP | PPP  |
| ----- | ----------- | -- | -- | ---- | ---- | ---- | ----- | --- | --- | --- | --- | ---- |
| 2022  | New Orleans | 6  | 6  | 37.7 | .477 | .417 | .773  | 3.3 | 1.8 | 1.8 | .8  | 10.7 |
| 2024  | New Orleans | 4  | 4  | 35.2 | .390 | .333 | 1.000 | 5.0 | 2.5 | 1.3 | .3  | 13.0 |
| Total | Total       | 10 | 10 | 36.7 | .435 | .361 | .853  | 4.0 | 2.1 | 1.6 | .6  | 11.6 |